# The Black Mamba
The Black Mamba je americký krátkometrážní film z roku 2011. Režisérem filmu je Robert Rodriguez. Hlavní role ve filmu ztvárnili Kobe Bryant, Kanye West, Bruce Willis, Robert Rodriguez a Danny Trejo.

## Obsazení
| Kobe Bryant      | sebe  |
| Kanye West       | šéf   |
| Bruce Willis     | Suave |
| Robert Rodriguez | sebe  |
| Danny Trejo      |       |
| Jamal Duff       |       |
| Cleavon Barlow   |       |
| Onya Ibekwe      |       |